# Don't Say No
Singles
1. Don't Say No
Sortie : 17 janvier 2017

Don't Say No est le premier EP de la chanteuse sud-coréenne Seohyun. Il a été publié par SM Entertainment le 17 janvier 2017. Cet EP marque les débuts officiels de Seohyun, qui jusque-là été connue comme étant membre du groupe Girls' Generation.

## Composition
L'EP Don't Say No comporte sept pistes, dont six écrites par Seohyun. En parlant de cet EP, elle a déclaré : « Le thème de l'album est l'amour. Je voulais montrer 100 % de mes émotions en écrivant ces chansons, parce que SM Entertainment est très strict; je dois dire que j'ai dû adhérer à tous les concepts imposés quand je suis avec Girls' Generation ». La première piste Don't Say No est une chanson R&B et pop avec un rythme accompagné de piano. Les chansons Hello, Magic, et Lonely Love sont inspirées de la pop des années 1990. Love & Affection comporte un son de piano et de basse, tandis que Bad Love est une piste à mi-tempo, et Moonlight est une chanson à tempo rapide.

## Sortie et Promotion
Le 10 janvier 2017, il a été annoncé que Seohyun débutera sa carrière de chanteuse solo avec Don't Say No, elle devient ainsi la troisième membre des Girls' Generation à sortir un album solo, après Taeyeon et Tiffany. Le 13 janvier, la liste des pistes de l'album est révélée, et on peut y voir que la chanson Hello sera un duo avec le chanteur sud-coréen Eric Nam. Un showcase s'est tenu le 16 janvier à l'occasion de la sortie l'album, pendant lequel Seohyun a interprété Magic, Lonely Love et Don't Say No pour la première fois, au SM COEX Atrium à Séoul. Le clip du titre phare et l'album sont sortis le 17 janvier d'abord en format digital. Le jour suivant, les copies physiques ont été mises en ventes.
Seohyun a participé à plusieurs émissions musicales entre le 19 janvier et le 22 janvier. Elle a ensuite tenu un mini-concert nommé Love, Still - Seohyun, au SM COEX Artium du 24 au 26 février.

## Réception
Don't Say No s'est classé au top du classement sud-coréen Gaon Album Chart et a atteint la troisième place au Billboard World Albums Chart. Enfin, pour le mois de janvier 2017, il s'est classé numéro 5 au Gaon Album Chart avec 33 041 copies physique vendues.

## Pistes
| 1.    | Don't Say No                | Kenzie                    | - Kenzie - Matthew Tishler - Felicia Barton                                                         | 3:13 |
| 2.    | Hello (featuring Eric Nam)  | - Seohyun - Jo Yoon-kyung | - Andrew Underberg - Felicia Barton - Andrew Choi                                                   | 3:18 |
| 3.    | Magic                       | Seohyun                   | - Albin Nordqvist - Ellen Berg Tollbom - Hjalmar Wilen                                              | 3:33 |
| 4.    | Lonely Love (혼자하는 사랑) | Seohyun                   | - The Stereotypes - August Rigo - Sophia Pae                                                        | 3:39 |
| 5.    | Love & Affection            | Seohyun                   | - Johan Gustafsson - Fredrik Haggstam - Sebastian Lundberg - Hayley Aitken - Lauren Dyson - Trinity | 2:48 |
| 6.    | Bad Love                    | Seohyun                   | - James Wong - Krysta Youngs - Sidnie Tipton                                                        | 3:17 |
| 7.    | Moonlight (달빛)            | Seohyun                   | - Nicolas Jack Scapa - Brian Robertson - Alexandra Hughes - Ryan S. Jhun                            | 3:32 |
| 23:20 |                             |                           | |      |

## Classements
| Chart (2017)                      | Meilleure position |
| --------------------------------- | ------------------ |
| Japon (Oricon)                    | 73                 |
| Corée du Sud (Gaon)               | 1                  |
| US World Albums (Billboard)       | 3                  |
| US Heetseekers Albums (Billboard) | 23                 |

| Chart (2017)        | Meilleure position |
| ------------------- | ------------------ |
| Corée du Sud (Gaon) | 5                  |

## Ventes
| Chart (2017)        | Ventes |
| ------------------- | ------ |
| Corée du Sud (Gaon) | 33 041 |
| Japon (Oricon)      | 1 791  |

## Historique de publication
| Région       | Date            | Format         | Label                      |
| ------------ | --------------- | -------------- | -------------------------- |
| Mondial      | 17 janvier 2017 | Téléchargement | SM Entertainment           |
| Corée du Sud | 18 janvier 2017 | CD             | SM Entertainment, KT Music |